# Stygocyathura curassavica
Stygocyathura curassavica là một loài chân đều trong họ Anthuridae. Loài này được Stork miêu tả khoa học năm 1940.